# 君が嘘をついた
『君が嘘をついた』（きみがうそをついた）は、1988年に「月9」枠で10月24日 - 12月19日にかけて放送されたテレビドラマである。全9回で、平均視聴率は17.3%、最高視聴率は最終回の20.0%。

## 概要
野島伸司の連続ドラマでの脚本デビュー作。バブル景気真っ直中に作られただけあって、時流を反映したいわゆるトレンディドラマである。三上博史は連続ドラマではこれが初主演となる。
月9ドラマとしては平凡な視聴率であったが、ブレイク前の鈴木保奈美や宇梶剛士、東幹久などが出演していたこともあり、放送終了後も根強いファンを持っている。また、当時シンガーソングライターとして活躍していた大江千里が連続ドラマに初めて出演した作品でもある。
2005年にフジテレビ721で再放送されたが、権利関係がクリアできずVHS・DVD化はされていなかった。しかし2009年2月28日、フジテレビ開局50周年を記念して、「君の瞳をタイホする!」「抱きしめたい!」「愛しあってるかい!」とともにポニーキャニオンよりDVD化。

## ストーリー
専修大学出身でヨット仲間の日高涼、山下克巳、戸田輝也の3人は、平凡な社会人となってからも先輩の丹波洋介の経営するマリンレストランに集まり交流を続けていた。一方、週末はカフェバーに集まってイイ男捜しの日々を送る、しがないイベントコンパニオンの渡辺亜紀子、坂本恵美、中村美佐の3人は「横浜のお嬢様」を装って独身弁護士が集うパーティーに出席し、同様に「弁護士」と身分を偽って出席していた日高ら3人と出会う。交際を続けるうちお互いに嘘をつき通せなくなるが、次第に等身大の愛情に気づき始め、クリスマス・イヴの夜を迎える…。

## キャスト
- 日高 涼 - 三上博史
- 渡辺 亜紀子 - 麻生祐未
- 丹羽 加奈子 - 工藤静香
- 山下 克巳 - 大江千里
- 坂本 恵美 - 鈴木保奈美
- 戸田 輝也 - 布施博
- 久我 友彦 - 宇梶剛士
- 中村 美佐 - 井上彩名
- 丹羽 洋介 - 地井武男
- 有紀 - 長山洋子
- 真奈美 - 遠藤由美子
- 松浦佐知子
- 団子屋の課長 - 坂俊一
- 涼の同僚 - 馬渕よしの
- 冴子 - 田中美奈子
- 高橋 - 中野英雄
- 新藤 - 東幹久
- 丹羽 萌子 - 森沢なつ子
- 天久美智子
- 小川 浩一 - 黒田アーサー
- 友彦の父 - 庄司永建
- 友彦の母 - 伊藤幸子

他

## スタッフ
- 脚本：野島伸司
- プロデュース：山田良明、大多亮
- 演出：楠田泰之、光野道夫、松田秀知
- 音楽：渡辺建
- 主題歌：プリンセス・プリンセス『GET CRAZY!』

## 放送日程
| 各話                                                        | 放送日         | サブタイトル                     | 演出     | 視聴率 |
| ----------------------------------------------------------- | -------------- | -------------------------------- | -------- | ------ |
| 第1回                                                       | 1988年10月24日 | 純愛100%します                   | 楠田泰之 | 16.9%  |
| 第2回                                                       | 1988年10月31日 | 一気にファーストキス!            | 楠田泰之 | 17.2%  |
| 第3回                                                       | 1988年11月07日 | 二股かけるなんてヒドイ           | 光野道夫 | 17.9%  |
| 第4回                                                       | 1988年11月14日 | 君の嘘がバレた!!                 | 光野道夫 | 15.2%  |
| 第5回                                                       | 1988年11月21日 | 嫌われてもキスしたい!            | 楠田泰之 | 17.3%  |
| 第6回                                                       | 1988年11月28日 | 女は強気でフラれたい!!           | 楠田泰之 | 19.0%  |
| 第7回                                                       | 1988年12月05日 | 好きだけど絶対会えない時もある!! | 光野道夫 | 16.0%  |
| 第8回                                                       | 1988年12月12日 | 今年のイブは誰といる!?           | 光野道夫 | 16.4%  |
| 最終回                                                      | 1988年12月19日 | 愛と涙のホワイト・クリスマス     | 楠田泰之 | 20.0%  |
| 平均視聴率 17.3％（視聴率は関東地区・ビデオリサーチ社調べ） |                |                                  |          |        |